# Ганс фон Шторх
Ганс фон Шторх (нім. Hans von Storch; нар. 13 серпня 1949) — німецький кліматолог. Він є професором Метеорологічного інституту Гамбургського університету та (з 2001 р.) Директором Інституту прибережних досліджень Дослідницького центру Гельмгольца (раніше: Дослідницький центр GKSS) у Гестахті, Німеччина. Він є членом консультативних рад журналів Journal of Climate і Annals of Geophysics.

## Думка про глобальне потепління
У свідченні Палати представників США в 2006 році Шторх сказав, що існують антропогенні зміни клімату:
«На основі наукових доказів я переконаний, що ми стикаємось з антропогенними змінами клімату, спричиненими викидами парникових газів в атмосферу». 

Він також відомий статтею в Der Spiegel, яку він написав разом з Ніко Шер, де сказано:
«Наукові дослідження стикаються з кризою, оскільки її публічні діячі переглядають питання, щоб привернути увагу на гарячому суперечливому ринку новинної інформації». 
«Алармісти вважають, що зміна клімату є чимось надзвичайно небезпечним, надзвичайно поганим, і що перебільшення трохи, якщо це слугує хорошій меті, не так вже й погано». 
У грудні 2009 року він висловив занепокоєння довірою до науки і критикував деяких публічно відомих вчених за спрощення та тематизацію їх спілкування. Він вказав на німецькому Waldsterben (лісове відмирання) 1980-х років: 
«Дослідження лісової загибелі в Німеччині можуть послужити прикладом на іншому кінці спектру. Наука про пошкодження лісів у 1980-х роках була сильно політизована і використана як підтримка конкретної заздалегідь продуманої «доброї» політики охорони навколишнього середовища. Внаслідок цього перебільшення та театралізація зірвались у 1990-х, і новини про несприятливі події в німецьких лісах зараз важко подаються в Німеччині. У 2004 році спостерігач написав: «Шкода для вчених величезна. Більше їм ніхто не вірить». Звичайно, збитки були обмежені не лише дослідниками лісу, але й іншими екологічними вченими та політиками.»
20 червня 2013 року Шторх заявив: «Дотепер ніхто не зміг дати вагому відповідь на те, чому, здається, кліматичні зміни роблять перерву. Перед нами головоломка. Останні CO2 викиди насправді зросли ще крутіше, ніж ми боялися. Як результат, згідно з більшістю кліматичних моделей, ми мали спостерігати підвищення температури приблизно на 0,25 градуса Цельсія (0,45 градуса за Фаренгейтом) за останні 10 років. Цього не сталося. Насправді приріст за останні 15 років склав лише 0,06 градуса Цельсія (0,11 градуса за Фаренгейтом) - значення дуже близьке до нуля. Це серйозна наукова проблема, з якою доведеться зіткнутися Міжурядовій групі з питань зміни клімату (МГЕЗК), яка представлятиме наступний звіт про оцінку наприкінці наступного року» 

## Суперечка про кліматгейт
Ганс фон Шторх, який також погоджується з основним поглядом на глобальне потепління  заявив, що Університет Східної Англії (УСА) «порушив фундаментальний принцип науки», відмовившись ділитися даними з іншими дослідниками. «Вони грають у науку як у владну гру», - сказав він. 

## Суперечка щодокліматичних досліджень
У 2003 році, починаючи з 1 серпня, Ганс фон Шторх був призначений головним редактором журналу Climate Research після того, як був у його редакційній раді з 1994 року. За кілька місяців до цього суперечлива стаття ( Soon and Baliunas 2003  ) порушила питання про децентралізований процес рецензування журналу без головного редактора та про редакційну політику одного редактора Кріса де Фрейтаса.  Шторх підготував та розповсюдив редакційну статтю про новий режим, залишивши за собою право головним редактором відхиляти статті, запропоновані для прийняття одним із редакторів. Після відмови видавця опублікувати редакційну статтю, якщо всі редактори, що працюють у правлінні, не схвалили нову політику, Шторх подав у відставку за чотири дні до того, як він повинен був зайняти нову посаду.  Пізніше ще чотири редактори залишили журнал. Пізніше Шторх повідомив Хроніку вищої освіти, що «скептики в галузі кліматичних наук«» «визначили» Кліматичні дослідження «як журнал, де деякі редактори не були такими строгими в процесі огляду, як це зазвичай буває». 

## Публікації та нагороди
Наприкінці 2004 року команда Шторха опублікувала статтю в журналі Science, яка тестувала мультипроксі-методи, такі як Манн, Бредлі та Хьюз, 1998, часто звані MBH98,  або Mann and Jones  щоб отримати глобальне коливання температури за останні 1000 років. Тест припустив, що метод, використаний у MBH98, за своєю суттю занижував би великі варіації, якби вони мали місце; але це згодом було оскаржено.
Щоб дійти такого висновку, Шторх та співавт. використовував кліматичну модель для створення серії річних температурних карт для світу за останні кілька століть. Потім вони додали білий шум до даних проксі і застосували методи, використані в MBH98, варіації аналізу основних компонентів, до обчислюваних температурних карт і виявили, що кількість варіацій значно зменшилась. 
У квітні 2006 р. Science опублікував коментар, написаний Уолом та співавторами, в якому стверджується, що в документі 2004 р. були помилки, в якому зазначалося, що «їх висновок базується на неправильному виконанні процедури реконструкції».  та оспорювальна відповідь проти. У цій відповіді VS та його команда продемонстрували, що застереження, підняті в коментарі Wahl, не призвели до втрати їх первісного висновку. Невідповідність методології MBH98 для кліматичних реконструкцій згодом було незалежно підтверджено в інших публікаціях, наприклад, Lee, Zwiers and Tsao, 2008  або Christiansen et al., 2009 
У 2010 році Шторх  отримав нагороду за досягнення IMSC на Міжнародних зустрічах зі статистичної кліматології в Единбурзі, щоб «визнати його ключовий внесок у статистичне зменшення масштабу, реконструкцію температурних рядів, аналіз кліматичної мінливості та виявлення та приписування змін клімату». 

## Дональд Дак
У 1977 році Ганс фон Шторх став співзасновником клубу Дональда Дака, до якого входить до 100 членів, захищаючи Дональда Дака від звинувачень у непристойній поведінці. У період з 1976 по 1985 рр. dін був видавцем журналу про Дональда Дака, Der Hamburger Donaldist. 

## Вибрані публікації
- —; Zorita, E.; Cubasch, U. (1993). Downscaling of global climate change estimates to regional scales: An application to Iberian rainfall in wintertime (PDF). Journal of Climate. 6 (6): 1161—71. Bibcode:1993JCli....6.1161V. doi:10.1175/1520-0442(1993)006<1161:DOGCCE>2.0.CO;2. Архів оригіналу (PDF) за 21 липня 2011.
- von Storch, Hans; Zwiers, F.W. (1999). Statistical analysis in climate research. Cambridge University Press. ISBN 978-0-521-45071-3.
- —; Zorita, E.; Jones, J.M.; Dimitriev, Y.; Gonzalez-Rouco, F.; Tett, S.F.B. (October 2004). Reconstructing past climate from noisy data (PDF). Science. 306 (5696): 679—82. Bibcode:2004Sci...306..679V. doi:10.1126/science.1096109. PMID 15459344. Архів оригіналу (PDF) за 11 квітня 2021. Процитовано 13 червня 2021.
- Brázdil, R.; Pfister, C.; Wanner, H.; Storch, H.V.; Luterbacher, J. (2005). Historical climatology in Europe — the state of the art (PDF). Climatic Change. 70 (3): 363—430. Bibcode:2005ClCh...70..363B. doi:10.1007/s10584-005-5924-1. Архів оригіналу (PDF) за 7 липня 2011.